# 24 Heures de Spa Motos
Les 24 Heures de Spa-Francorchamps Motos ou 8 Heures de Spa Motos, anciennement 24 Heures de Liège moto, sont une compétition motocycliste d'endurance qui se déroule annuellement sur le Circuit de Spa-Francorchamps en Belgique.

## Historique
L'épreuve inaugurale eut lieu le 28 et 29 août 1971 sur le circuit de Zolder.
La compétition s'est déroulée sur deux circuits différents :
- de 1971 à 1972 : circuit de Zolder ;
- de 1973 à 2003 et après 2022 : circuit de Spa-Francorchamps.

Le record de victoire est détenu par Christian Lavieille et Jacques Luc.
En 2022, après vingt ans d'interruption, les 24 Heures de Spa-Francorchamps font leur retour au calendrier du Championnat du monde d'endurance moto avec un contrat de dix ans. Des travaux tournés vers l’agrandissement des dégagements, à hauteur de 25 millions d’euros, sont engagés afin de mettre le circuit aux normes de sécurité FIM.
En 2024, la course est raccourcie et devient les 8 Heures de Spa Motos.

## Quelques records
Distance sur l'ancien circuit de Spa-Francorchamps 14 km : Christian Léon - Jean-Claude Chemarin (Honda) : 315 tours soit 4 447,8 km en 1976.
Distance sur le nouveau circuit inauguré en 1979 : Eric Gomez- Doug Polen - Peter Goddart (Suzuki) : 541 tours soit 3 769,7 km en 1997.
Record du tour sur l'ancien circuit : Christian Léon - Jean-Claude Chemarin (Honda) en 4 min 11 s 30 à la moyenne de 202 km/h.
Record du tour sur le nouveau circuit : Stéphane Mertens - Warwick Nowland - Igor Jerman (Suzuki) en 2 min 28 s 793 à la moyenne de 168,6 km/h.

## Palmarès
| Année     | Pilote 1                 | Pilote 2              | Pilote 3            | Constructeur     |
| --------- | ------------------------ | --------------------- | ------------------- | ---------------- |
| 1971      | Clive Brown              | Nigel Rollason        |                     | BSA              |
| 1972      | Georges Godier           | Alain Genoud          |                     | Honda            |
| 1973      | John Williams            | Charlie Williams      |                     | Honda            |
| 1974      | Jean-Claude Chemarin     | Gérard Debrock        |                     | Honda            |
| 1975      | Roger Ruiz               | Christian Huguet      |                     | Japauto          |
| 1976      | Jean-Claude Chemarin     | Christian Léon        |                     | Honda            |
| 1977      | Jacques Luc              | Pierre Soulas         |                     | Honda            |
| 1978      | Jacques Luc              | Jack Buytaert         |                     | Honda            |
| 1979      | Jacques Luc              | Jack Buytaert         |                     | Honda            |
| 1980      | Marc Fontan              | Hervé Moineau         |                     | Honda            |
| 1981      | Jacques Luc              | Pierre-Étienne Samin  |                     | Suzuki           |
| 1982      | Jean-Claude Chemarin     | Jacques Cornu         | Sergio Pelandini    | Kawasaki         |
| 1983      | Jacques Cornu            | Thierry Espié         | Didier de Radiguès  | Kawasaki         |
| 1984      | Gérard Coudray           | Patrick Igoa          | Alex Vieira         | Honda            |
| 1985      | Hervé Moineau            | Richard Hubin         | Jean-Pierre Oudin   | Suzuki           |
| 1986      | Gérard Coudray           | Patrick Igoa          | Alex Vieira         | Honda            |
| 1987      | Richard Hubin            | Michel Siméon         | Michel Simul        | Suzuki           |
| 1988      | Hervé Moineau            | Bruno Le Bihan        | Thierry Crine       | Suzuki           |
| 1989      | Alex Vieira              | Stéphane Mertens      | Roger Burnett       | Suzuki           |
| 1990      | Épreuve annulée          | Épreuve annulée       | Épreuve annulée     | Épreuve annulée  |
| 1991      | Stéphane Mertens         | Dominique Sarron      | Christian Lavieille | Suzuki           |
| 1992      | Terry Rymer              | Carl Fogarty          | Jehan d'Orgeix      | Kawasaki         |
| 1993      | Steve Manley             | Simon Buckmaster      | Doug Toland         | Kawasaki         |
| 1994      | Adrien Morillas          | Jean-Louis Battistini | Denis Bonoris       | Kawasaki         |
| 1995      | Jean-Michel Mattioli     | Stéphane Mertens      | Michel Siméon       | Honda            |
| 1996      | Piergiorgio Bontempi     | Stéphane Coutelle     | Brian Morrison      | Kawasaki         |
| 1997      | Juan-Eric Gomez          | Doug Polen            | Peter Goddard       | Suzuki           |
| 1998      | Christian Lavieille      | Doug Polen            | William Costes      | Honda            |
| 1999      | Telmo Pereira            | Michel Graziano       | Bruno Bonhuil       | Suzuki           |
| 2000      | Jean-Marc Delétang       | Fabien Foret          | Mark Willis         | Yamaha           |
| 2001      | Christian Lavieille      | Brian Morrison        | Laurent Brian       | Suzuki           |
| 2002      | Christian Lavieille      | Brian Morrison        | Laurent Brian       | Suzuki           |
| 2003      | Olivier Four             | Sébastien Gimbert     | Nicolas Dussauge    | Suzuki           |
| 2004-2021 | Course non tenue         | Course non tenue      | Course non tenue    | Course non tenue |
| 2022,     | Markus Reiterberger (en) | Illia Mykhalchyk      | Jeremy Guarnoni     | BMW              |
| 2023      | Niccolò Canepa           | Marvin Fritz (en)     | Karel Hanika (en)   | Yamaha           |
| 2024      | Niccolò Canepa           | Marvin Fritz (en)     | Karel Hanika (en)   | Yamaha           |
| 2025      | Alan Techer              | Corentin Perolari     | Taiga Hada          | Honda            |

## Pilotes les plus titrés
| Victoires | Pilote               | Années                 |
| --------- | -------------------- | ---------------------- |
| 4         | Jacques Luc          | 1977, 1978, 1979, 1981 |
| 4         | Christian Lavieille  | 1991, 1998, 2001, 2002 |
| 3         | Jean-Claude Chemarin | 1974, 1976, 1982       |
| 3         | Hervé Moineau        | 1980, 1985, 1988       |
| 3         | Alex Vieira          | 1984, 1986, 1989       |
| 3         | Stéphane Mertens     | 1989, 1991, 1995       |
| 3         | Brian Morrison       | 1996, 2001, 2002       |

## Drames
Cette compétition a eu à déplorer cinq décès durant son existence :
- 1972 (Zolder)
  -  Claude Romain
- 1985 (Spa-Francorchamps)
  -  Jean-Pierre Haemisch
  -  Harald Layher
- En 1996, l'épreuve fut également endeuillée par la mort du pilote britannique Lee Pullan du Team Phase One ainsi que d'un commissaire de piste.

## Identité visuelle

Logos des 24 Heures de Spa Motos
Logo des 24H
Logo des 8H